# Raúl García Hirales
Pour les articles homonymes, voir Raúl García et García.
Raúl García Hirales est un boxeur mexicain né le 10 septembre 1982.

## Carrière
Il devient champion du monde des poids pailles IBF le 14 juin 2008 en battant aux points Florante Condes par décision partagée.
García conserve sa ceinture contre Jose Luis Varela les 13 septembre et 13 décembre 2008 puis contre Ronald Barrera le 11 avril 2009 par arrêt de l'arbitre à la 6e reprise,. Le 22 août, il fait match nul contre Sammy Gutierrez et le 26 mars 2010, il s'incline aux points face au sud-africain Nkosinathi Joyi.
Raúl García redevient champion des poids pailles le 30 avril 2011, cette fois WBO, aux dépens de Rommel Asenjo par arrêt de l'arbitre au 3e round mais perd dès le combat suivant le 27 août face à son compatriote Moisés Fuentes.